# The Wanted
The Wanted – brytyjsko-irlandzki boysband. Grupa składa się z czterech członków: Maxa George’a, Sivy Kaneswarana, Jaya McGuinessa oraz Nathana Sykesa. Debiutancki singel zespołu „All Time Low” osiągnął pierwsze miejsce na UK Singles Chart w sierpniu 2010. 25 października 2010 roku ukazał się debiutancki album The Wanted. W styczniu 2014 roku grupa ogłosiła zawieszenie działalności na czas nieokreślony. We wrześniu 2021 ogłosili swój powrót.

## Kariera

### 2009–2010: Powstanie iThe Wanted
The Wanted został założony w 2009 roku w Londynie. Członkowie zespołu zostali wybrani na drodze masowego przesłuchania przez Jayne Collins, która wcześniej w ten sposób utworzyła The Saturdays i Parade. Wkrótce The Wanted rozpoczął pracę nad pierwszym albumem. Debiutancki singel zespołu, „All Time Low”, został wydany latem 2010 roku i w pierwszym tygodniu notowań zajął pierwsze miejsce UK Singles Chart, pozostając w Top 40 przez 17 tygodni.

### 2011–2012:Battleground
W marcu 2011 roku grupa rozpoczęła swoją pierwszą trasę koncertową – „Behind Bars”. Zespół rozpoczął pracę nad drugim albumem studyjnym w styczniu 2011 roku. Wiodący singel „Gold Forever”, ukazał się z pomocą Comic Relief 13 marca 2011. W lipcu 2011 roku, grupa wydała drugi singel „Glad You Came”, który stał się ich drugim w Wielkiej Brytanii numerem jeden. Singel osiągnął również numer jeden w Irlandii. Piosenka trafiła na listy przebojów w niektórych krajach europejskich i Australii.

### 2012:The Wanted EP
W październiku przyłączyli się do trasy koncertowej jako support boyband’u Big Time Rush pod tytułem Big Time Summer Tour.

### 2014
W styczniu 2014 roku, grupa ogłosiła zawieszenie działalności na czas nieokreślony, w celu realizacji kariery solowej. 28 marca 2014 roku, The Wanted wydało singiel „Glow in the dark”. Szósty singiel z albumu „Word of mouth”. Został on zrealizowany specjalnie dla fanów zespołu. W teledysku zostały użyte momenty ze wspólnej trasy koncertowej oraz wszystkich lat spędzonych razem.

### 2021: Powrót zespołu i albumMost Wanted: The Greatest Hits
8 września 2021 roku ogłoszono, że zespół powróci z albumem największych przebojów zatytułowanym Most Wanted: The Greatest Hits, który ukazał się 8 listopada. Album zawiera także nową muzykę. Dodatkowo zespół wystąpił na charytatywnym koncercie Toma Parkera zatytułowanym „Inside My Head – The Concert” w Royal Albert Hall 20 września 2021 roku, pierwszym wspólnym występie zespołu od siedmiu lat. Na koncercie zebrano pieniądze dla organizacji charytatywnych Stand Up to Cancer i The National Brain Appeal.

### 2022: Śmierć Toma Parkera
Tom Parker zmarł 30 marca 2022 z powodu nieoperacyjnego guza mózgu. 

## Dyskografia

### Albumy
| 2010                                      | The Wanted - Wydany: 25 października 2010 - Wytwórnia: Geffen Records - Format: CD, digital download | 4 | 11 |
| 2011                                      | Battleground - Wydany: 4 listopada 2011 - Wytwórnia: Geffen Records - Format: CD, digital download   | 5 | 4  |
| 2012                                      | The Wanted EP - Wydany: 24 kwietnia 2012 - Wytwórnia: Mercury Records - Format: CD, digital download | 7 | 8  |
| 2013                                      | Word of Mouth - Wydany: 4 listopada 2013 - Wytwórnia: Island Records - Format: CD, digital download  | 9 | 10 |
| „–” pozycja nie wydana bądź nie notowana. | |   |    |

### Single
| „All Time Low”                              | 2010 | 1   | 13 | 44 | The Wanted                     |
| „Heart Vacancy”                             | 2010 | 2   | 18 | –  | The Wanted                     |
| „Lose My Mind”                              | 2010 | 19  | 30 | –  | The Wanted                     |
| „Gold Forever”                              | 2011 | 3   | 13 | –  | Battleground                   |
| „Glad You Came”                             | 2011 | 1   | 1  | –  | Battleground                   |
| „Lightning”                                 | 2011 | 2   | 5  | –  | Battleground                   |
| „Warzone”                                   | 2011 | 21  | 27 | –  | Battleground                   |
| „Chasing the Sun”                           | 2012 | 2   | 4  | 17 | The Wanted (EP)./Word of Mouth |
| „I Found You”                               | 2012 | 3   | 8  | –  | Word of Mouth                  |
| „Walks Like Rihanna”                        | 2013 | 4   | 3  | 54 | Word of Mouth                  |
| „We Own The Night”                          | 2013 | 10  | 13 | –  | Word of Mouth                  |
| „Show Me Love (America)”                    | 2013 | 8   | 18 | –  | Word of Mouth                  |
| „Glow in the Dark”                          | 2014 | 177 | –  | –  | Word of Mouth                  |
| - „–” pozycja nie wydana bądź nie notowana. |      |     |    |    |                                |

## Członkowie zespołu
- Max George (pełne nazwisko Maximillian Alberto George, ur. 6 września 1988[7]) dorastał w Manchesterze, miał za sobą przed wstąpieniem do The Wanted występy w pięcioosobowym boysbandzie Avenue, z którym w 2006 wziął udział w 3. edycji programu X Factor. Ze względu na złamanie umowy grupa została relegowana z programu. Singel grupy „Last Goodbye” uzyskał 50. miejsce na UK Singles Chart. W 2009 roku Avenue zostało rozwiązane. George w 2009 jeszcze gdy był członkiem Avenue wziął udział w nagiej sesji dla magazynu AXM’s w celu wspierania badań nad rakiem.

- Nathan James Sykes (ur. 18 kwietnia 1993[8]) dorastał w Gloucester ze swoją matką i młodszą siostrą. Zaczął śpiewać i występować w wieku 6 lat. Gdy miał 11 lat zaczął naukę w szkole teatralnej Sylvia Young’s Theatre School. Jako dziecięcy piosenkarz zwyciężał w różnych konkursach, w tym „Britney Spears’s Karaoke Kriminals” w 2003 roku, The Cheltenham Competitive Festival of Dramatic Art również w 2003. Zagrał w brytyjskim show Ministry of Mayhem w 2004. Jest najmłodszym członkiem zespołu.

- Siva Kaneswaran (pełne nazwisko Siva Stephen Michael Kaneswaran, ur. 16 listopada 1988[9]) dorastał w Dublinie. Pracował wcześniej jako model i wystąpił w serialu telewizyjnym Rock Rivals. Ma brata bliźniaka oraz szóstkę innego rodzeństwa. Od 5 roku życia wychowywał się wraz z matką i rodzeństwem, ponieważ jego ojciec zmarł.

- Jay McGuiness (właśc. James McGuiness, ur. 24 lipca 1990[10]) dorastał w Newark-on-Trent. Uczęszczał do szkoły katolickiej Holy Trinity Roman Catholic School. W wieku 13 lat zaczął naukę w Charlotte Hamilton School of Dance. Ma czwórkę rodzeństwa.

- Tom Parker (pełne nazwisko Thomas Anthony Parker, ur. 4 sierpnia 1988[11], zm. 30 marca 2022) dorastał w Bolton. Naukę gry na gitarze zaczął w wieku 16 lat. Następnie udał się na przesłuchanie do X Factor, jednak nie przeszedł pierwszego etapu. Studiował geografię na Manchester Metropolitan University. Porzucił studia dla kariery piosenkarza. Zanim dostał się do The Wanted był członkiem zespołu Take That II. Był najstarszym członkiem zespołu.

## Nagrody i wyróżnienia
| Rok  |                | Nagroda                   | Kategoria                        | Rezultat  |
| ---- | -------------- | ------------------------- | -------------------------------- | --------- |
| 2010 | The Wanted     | Virgin Media Music Awards | Najlepszy Debiutant              | Nominacja |
| 2010 | The Wanted     | Virgin Media Music Awards | Najlepszy Zespół                 | Nominacja |
| 2010 | The Wanted     | 4Music Awards             | Najgorętsze Chłopaki             | Wygrana   |
| 2010 | The Wanted     | 4Music Awards             | Największy Przełom               | Wygrana   |
| 2010 | "All Time Low" | 4Music Awards             | Najlepszy Teledysk               | Nominacja |
| 2011 | "All Time Low" | Brit Awards               | Najlepszy Brytyjski Singel       | Nominacja |
| 2011 | The Wanted     | Arqiva Awards             | Najlepszy Przełom                | Wygrana   |
| 2011 | The Wanted     | BBC Radio 1 Teen Awards   | Najlepszy Brytyjski Akt Muzyczny | Wygrana   |
| 2012 | Glad You Came  | Brit Awards               | Najlepszy Brytyjski Singel       | Nominacja |
| 2012 | The Wanted     | Teen Choice Awards        | Choice Music:Breakout Group      | Nominacja |
| 2012 | The Wanted     | Teen Choice Awards        | Choice Music Star: Group         | Nominacja |
| 2012 | The Wanted     | Teen Choice Awards        | Choice Music Group               | Nominacja |
| 2012 | Glad You Came  | Teen Choice Awards        | Choice Summer Song               | Nominacja |
| 2013 | The Wanted     | People Choice Awards      | Favorite Breakout Artist         | Wygrana   |